# Јован Макрин
Јован Макрин (грчки: Ίωάννης Μακρυνός, такође познат као Јован Макринос) - Византијски државник, командант, паракимомен. Учесник рата између Византије и Ахејске кнежевине, командант византијских трупа у бици код Макри-Плагија.

## Порекло
Јован Макрин је потицао из византијске племићке породице Макринос, која се уздигала у Никејском царству у време владавине цара Теодора I Ласкариса. Јованов отац је вероватно био Ђорђе Макрин, дукс трачке теме и учесник завере против цара Јована III Дуке Ватаца, услед чега је, према византијском историчару Акрополиту, био ослепљен.

## Биографија
Познато је да је Јован Макрин био вешт и храбар ратник, стекао је велику славу својим војним подвизима и, према византијском хроничару Георгију Пахимеру, „уливао страх својим непријатељима“. Јован Макрин је 1252. године, учествовао у опсади Водена од стране никејског цара Јована III Дуке Ватаца. Тада су, како преноси Акрополит, Макрин и један одред послани да опустоше периферију града и уђу у битку са свим непријатељским јединицама које се налазе у близини Водена.
Под византијским царем Михаилом VIII Палеологом је постао паракимомен. У јесен 1262. године, Јован Макрин је послат од цара Михаила VIII у војни поход на Мореју против Ахејске кнежевине. Према хроникама, Јован Макрин је под својом командом имао војску од 3.500 војника (2.000 анадолских Грка и 1.500 турских плаћеника). Дошавши на Пелопонез, Јован Макрин је, по наређењу цара, закључио споразум са грчким и словенским становништвом у планинама Тајгета и области Цаконије, по коме су Словени и Грци, у замену за службу у византијској војсци. , добили титуле и привилегије од цара Михаила VIII.
Убрзо је Макрин обавестио цара Михаила VIII да је „стекао трећину Мореје без повлачења мача“. Макрин је такође известио да је са додатним снагама могуће покорити цео Пелопонез. У пролеће 1263. године, друга војска је стигла на Пелопонез под командом севастократора Константина Палеолога. Севастократор Константин Палеолог је постао главнокомандујући свих византијских снага у Мореји у рату против Ахејске кнежевине, а паракимомен Јован Макрин је постао један од Константинових помоћника.
Године 1264. севастократор Константин Палеолог је отишао у Цариград, остављајући племиће Алексија Фила и Јована Макрина да командују трупама на Пелопонезу. Током борби, Макрин и Филе су одлучили да направе заседу франачкој војсци (односно војсци Ахајске кнежевине) у клисури Макри-Плаги. Али Франци су од свог шпијуна у византијској војсци сазнали за предстојећу замку и напали су непријатеља. Током битке византијска војска је поражена, а њени команданти заробљени. Алексије Фил је умро следеће године у заточеништву.
Сазнавши за смрт свог зета, Филова ташта и сестра византијског цара Еулогија оптужила је Макрина, како извештава Пахимер, да је он тајно ступио у преговоре са Францима и обавестио их о планираној заседи и тиме довео византијску војску у тежак пораз. Еулогија је обавестила и цара Михаила VIII да је паракимонен Јован током рата на Пелопонезу планирао да се ожени ћерком покојног цара Теодора II Ласкариса, Теодором Дукином Ласкарином, како би касније затражио своја права на византијски престо. Заиста, познато је да се 1263. године, паракимомен Јован Макрин оженио Теодором Ласкарис. Цар Михаило VIII је послушао Еулогијине оптужбе и, пошто је заменио Макрина за заробљеног франачког барона Филипа де Тусија, наредио је да се паракимомен Јован Макрин ослепи.